# Molfetta Sportiva 1993-1994
Questa voce raccoglie le informazioni riguardanti  la Molfetta Sportiva nelle competizioni ufficiali della stagione 1993-1994.

## Rosa
| N. |                   | Ruolo | Calciatore           |
| -- | ----------------- | ----- | -------------------- |
|    | Italia (bandiera) | D     | Alessandro Casadei   |
|    | Italia (bandiera) | D     | Espedito Chionna (I) |
|    | Italia (bandiera) | C     | Giovanni Colonna     |
|    | Italia (bandiera) | C     | Mauro De Bari        |
|    | Italia (bandiera) | D     | Antonio Di Giovanni  |
|    | Italia (bandiera) | C     | Roberto Gagliardi    |
|    | Italia (bandiera) | C     | Andrea Giannone      |
|    | Italia (bandiera) | C     | Vito Grieco          |
|    | Italia (bandiera) | A     | Gianluca Iurilli     |
|    | Italia (bandiera) | C     | Andrea La Forgia     |
|    | Italia (bandiera) | C     | Alessandro La Penna  |
|    | Italia (bandiera) | D     | Nicola Lobasso       |

| N. |                   | Ruolo | Calciatore         |
| -- | ----------------- | ----- | ------------------ |
|    | Italia (bandiera) | P     | Dario Loporchio    |
|    | Italia (bandiera) | C     | Lamberto Magrini   |
|    | Italia (bandiera) | D     | Riccardo Mansi     |
|    | Italia (bandiera) | A     | Francesco Micciola |
|    | Italia (bandiera) | A     | Giovanni Miccoli   |
|    | Italia (bandiera) | C     | Davide Papagni     |
|    | Italia (bandiera) | A     | Antonio Pilò       |
|    | Italia (bandiera) | P     | Pantaleo Roca      |
|    | Italia (bandiera) | A     | Vincenzo Santoruvo |
|    | Italia (bandiera) | D     | Andrea Tramacere   |
|    | Italia (bandiera) | D     | Fabrizio Tridente  |
|    | Italia (bandiera) | C     | Vito Tuttisanti    |